# Berbenno di Valtellina
Berbenno di Valtellina es una localidad y comune italiana de la provincia de Sondrio, región de Lombardía, con 4.301 habitantes.

## Evolución demográfica
| Gráfica de evolución demográfica de Berbenno di Valtellina entre 1861 y 2001 |
|                                                                              |
| Fuente ISTAT - elaboración gráfica de Wikipedia                              |

## Personajes destacados
- Ugo de Censi, fundador de la Operación Mato Grosso.